# Municipio de Big Creek (condado de Neosho)
El municipio de Big Creek (en inglés: Big Creek Township) es un municipio ubicado en el condado de Neosho en el estado estadounidense de Kansas. En el año 2010 tenía una población de 479 habitantes y una densidad poblacional de 3,85 personas por km².

## Geografía
El municipio de Big Creek se encuentra ubicado en las coordenadas 37°41′35″N 95°17′48″O / 37.69306, -95.29667. Según la Oficina del Censo de los Estados Unidos, el municipio tiene una superficie total de 124.54 km², de la cual 124,11 km² corresponden a tierra firme y (0,35 %) 0,43 km² es agua.

## Demografía
Según el censo de 2010, había 479 personas residiendo en el municipio de Big Creek. La densidad de población era de 3,85 hab./km². De los 479 habitantes, el municipio de Big Creek estaba compuesto por el 98,33 % blancos, el 0,21 % eran afroamericanos, el 0,63 % eran amerindios, el 0,21 % eran de otras razas y el 0,63 % eran de una mezcla de razas. Del total de la población el 0,84 % eran hispanos o latinos de cualquier raza.